# Luo Yin (poète)
Pour les articles homonymes, voir Luo Yin.
Luo Yin (833-910) (chinois : 罗隐 ; chinois traditionnel : 羅隱 ; pinyin : Luó Yǐn ; Wade : Lo Yin), de son nom de naissance Luo Heng (羅橫), nom de courtoisie Zhaojian (昭簡), est un érudit, poète et auteur de fu (poésie) de la fin de la dynastie Tang et des Cinq Dynasties et Dix Royaumes p. 499. Originaire de Xincheng dans le Hangzhou (actuellement Xindeng, district de Fuyang, ville de Hangzhou, province du Zhejiang), il se fait aussi appeler « naît-à-l’est-du-Yangtsé » (江东生). Né dans une famille modeste de lettrés, il étudie durement dès son jeune âge, est intelligent et doué pour l’écriture, mais sa voie dans les examens impériaux est difficile : en vingt-huit ans, il tente dix fois d’obtenir son diplôme de jinshi sans jamais réussir. Il gravit les échelons de la fonction publique, occupant divers postes administratifs dans plusieurs régions, mais ne connaît aucun succès. Malgré cela, il reste arrogant et orgueilleux. Pendant l’ère Guangming (880-881), en raison des troubles politiques, Luo Yin est empêché de monter vers le nord et se retire alors dans les monts Jiuhua à Chizhou. Il devient conseiller dans le secrétariat de Qian Liu (en) et occupe d’autres fonctions.
Il meurt en 910.

## Biographie
Luo Yin naît en 833 à Xincheng dans le Hangzhou sous le nom Luo Heng (罗横) portant un nom de clan peu prestigieux p. 112. Son apparence n’est pas remarquable vol. 24, il a un physique ingrat et il parle avec un accent régional marqué. Malgré cela, on dit de lui qu’il a une haute opinion de lui-même et qu’il méprise les autres. Très tôt, Luo Yin montre des dons intellectuels et littéraires, se décrivant lui-même comme « portant les lettres dès mes vingt ans ». En grandissant, sa renommée se répand dans le district où il réside et sa réputation se propage dans tout le pays. Il nourrit de grandes ambitions, s’intéresse aux affaires publiques, excelle dans l’art du discours et possède un réel talent oratoire.

### Dix tentatives sans succès à l'examen impérial
Comme beaucoup d’autres, Luo Yin espère entrer dans la carrière officielle par le biais des examens impériaux. Il souhaite obtenir son diplôme de jinshi (doctorat impérial) dans le but de réaliser ses grandes ambitions. En 853, à l’âge de 20 ans, il passe pour la première fois l’examen impérial, mais il échoue. Six ans plus tard, en 859, il se rend à la Chang'An pour passer de nouveau l’examen. Après avoir échoué, il entreprend un voyage qui le conduit en plusieurs endroits, dont Tongzhou, Xiazhou, puis dans les régions de Hezhongfu et Jinzhou avant de retourner à Chang’an, et ce jusqu’en 867 où il achève les cinq volumes du Livre de la Calomnie (谗书) p. 35-39. Concrètement, à partir de la fin de l’ère Dazhong 860 jusque vers 880, Luo Yin passe dix examens impériaux, mais à cause, entre autres, de ses poèmes et écrits qui critiquent et déplaisent à de nombreux puissants, il ne parvient jamais à figurer sur les listes des admis.
En 870, il obtient un poste dans le Hunan, mais n’y accomplit rien. L’année suivante, il obtient le poste de greffier principal à Hengyang. En octobre, il demande un congé pour retourner à l’est et il écrit en chemin la préface du  Recueil des Applications du Xiangnan (湘南应用集). Au printemps 874, il quitte Chang’an pour voyager vers l’est jusqu’à Daliang (actuelle Kaifeng dans le Henan) où il vit errant pendant deux ans.
Au printemps de 878, après un nouvel — et possiblement dernier échec — aux examens impériaux, il remplace son prénom « Heng » par le pseudonyme de « Yin » (qui signifie littéralement « caché »). Luo Yin voyage alors vers le sud et il écrit plusieurs textes dont Adieu à Pei Yuanywai de Qizhou (送蕲州裴员外), avant de retourner à l’est.

### Retraite à Chizhou
En 879, le nord du Yangzi est déjà occupé par les forces de la rébellion de Huang Chao, et Luo Yin ne peut se rendre au nord. En 880, il doit se retirer en reclus avec ses proches sur le mont Jiuhua à Chizhou. Il réside dans une villa. En effet, le livre  Chroniques de la poésie des Tang (唐诗纪事) rapporte ceci : « Pendant l’ère Guangming (880-881), le gouverneur Dou Rui de Chizhou fit construire une villa pour qu’y vive Luo Yin ». Trois ans plus tard, Luo Yin quitte Chizhou pour voyager. L’année suivante, en 884, il se place sous la protection du prince Zhou Bao (en), commandant militaire de Zhenhai et durant son séjour à Runzhou (actuelle Zhenjiang, Jiangsu), il fréquente le moine poète Chumo (?-v. 874) .

### Service au royaume deWuyue
En 887, Luo Jin est pauvre et accablé, mais il ne perd jamais son arrogance. Il retourne dans le Jiangdong et à 55 ans, il devient conseiller dans le secrétariat de Qian Liu (en) préfet de Hangzhou. Il occupe plusieurs postes successifs allant de magistrat du district de Qiantang jusqu’à conseiller impérial et administrateur du transport du sel et du fer. En 893, après que Qian Liu est nommé commandant militaire de l’armée de Zhenhai, Luo Yin est recruté comme secrétaire principal de cette armée. En 900, Luo Yin est nommé juge-assesseur du circuit de Zhenhai. En 906, il est transféré au poste de Langzhong du bureau des mérites. L’année suivante, c’est la fin de la dynastie Tang. C’est vers cette époque que Luo Yin entre officiellement dans la voie taoïste. Le gouvernement de la dynastie postérieure Liang le convoque en tant que conseiller impérial, mais il refuse.

### Fin de vie et décès
En 909, Luo Yin est transféré au poste de responsable des transports du sel et du fer. L’année suivante, il meurt à l’âge de soixante-dix-sept ans.
Luo Yin naît en une époque troublée, passe la majeure partie de sa vie dans l’errance et l’échec, ce qui le rend amer envers le monde et enclin à la satire moqueuse. Il excelle dans la rédaction de textes, en particulier dans les essais brefs. Son apparence n’était pas remarquable et « il s’appuyait sur son talent pour regarder les autres de haut ; beaucoup le détestaient et l’enviaient » vol. no 1. Il ne plaisait pas aux hauts dignitaires, et échoua à maintes reprises aux examens impériaux

## Oeuvres

### Titres
Parmi les œuvres qu’il a laissées (poésie, essais), plusieurs titres ci-dessous sont tirés de l’Encyclopédie de Chine. Les titres sont par ordre alphabétique.
- Chronique des Troubles Démoniaques de Guangling (广陵妖乱志) (Guangling Yaoluan Zhi).
- Fables de Huaihai (淮海寓言).
- Livre de la calomnie (谗书) : en cinq volumes.
- Livre des deux concordances de Taiping (太平两同书).
- Recueil des Applications du Xiangnan (湘南应用集) : porte explicitement sur les écrits administratifs, en 3 volumes.
- Recueil Jia et Yi de Jiangdong (江东甲乙集).
- Recueil postérieur (後集) (Houji).
- Etc.

### Calligraphie
Luo Yin maîtrise la calligraphie. Le Catalogue des peintures de l’ère Xuanhe (宣和書譜 (Xuanhe Shupu) note que « bien qu’il ne se soit pas rendu célèbre par la calligraphie, ses écritures cursives présentent les traits typiques des calligraphes des Tang » vol. 14.

### Essais et poésie
Luo Yin est surtout connu pour sa poésie au langage simple et son esprit satirique. Ses poèmes expriment souvent le sentiment d’un talent méconnu, avec parfois des critiques acerbes de l’époque et du monde. Son style poétique est simple, fluide et clair, particulièrement habile à condenser des expressions orales, telles que « Aujourd’hui il y a du vin, buvons aujourd’hui, les soucis de demain attendront demain ». Sa poésie et sa prose — principalement satiriques — étaient célébrées dans tout l’empire, et à la fin des Tang, il était renommé aux côtés de Luo Qiu et Luo Ye sous l’appellation commune des « Trois Luo ».
Le livre Biographies des Talents de la Dynastie Tang (唐才子傳) dit de lui « Ses poèmes et ses textes sont principalement satiriques ; même les idoles des temples abandonnés n’y échappent pas ».
Dans le livre Poésie complète des Tang, les poèmes de Luo Yin sont regroupés en onze volumes, des volumes 655 à 665 inclusivement.
Son poème le plus célèbre s’intitule « Pour moi-même » (自遣). Voir ci-dessous.

#### Pour moi-même(自遣)
| Chinois 得即高歌失即休， 多愁多恨亦悠悠。 今朝有酒今朝醉， 明日愁来明日愁。 | Traduction libre Quand je gagne, je chante à pleine voix, si je perds, je laisse tomber ; Chagrins et haines, je reste distant. Aujourd’hui, j’ai du vin, aujourd’hui on s’enivre ; Demain viendra le chagrin, alors qu’il ne vienne que demain. |